# شارع جمال عبد الناصر (غزة)
شارع جمال عبد الناصر والمعروف أيضًا باسم شارع الثلاثيني هو شارع رئيسي في مدينة غزة، ينشأ في المدينة القديمة حيث يتفرع من شارع نعيم الدين العربي ويمتد شمالًا إلى حي الرمال حيث يتصل بشارع أحمد عرابي، الطريق الساحلي السريع الرئيسي الذي يمتد بالتوازي مع شارع عمر المختار.

## التسمية
أطلق هذا الاسم على الشارع بعد وفاة الرئيس المصري جمال عبد الناصر. أما شارع الثلاثيني فهي تسمية محلية غير رسمية، وهي نسبة إلى عشيرة الثلاثيني التي عاشت تاريخيًا في تلك المنطقة.

## مباني
تشمل المباني الرئيسية الواقعة على طول شارع جمال عبد الناصر مقر وكالة الأمم المتحدة لغوث وتشغيل اللاجئين الفلسطينيين (الأونروا)، وجامعة الأزهر والجامعة الإسلامية في غزة.